# Resort y Casino Divi Flamingo Beach
El Resort y Casino Divi Flamingo Beach es un hotel resort de buceo y casino en la isla caribeña de Bonaire un territorio de los Países Bajos. Las instalaciones incluyen un centro de buceo, bares, restaurantes y el casino, que se presentar como el primer "casino para descalzos" en el mundo. El hotel dispone de 141 habitaciones. La sede de Divi Resorts se encuentra en Chapel Hill, Carolina del Norte. El complejo está situado en la costa oeste de Bonaire y está muy cerca de Kralendijk, su ciudad capital. El muelle y el hotel están situados en la parte sur de la ciudad, a poca distancia al centro de la ciudad. 